# Christian Kern
Christian Kern (Wenen, 4 januari 1966) is een Oostenrijks politicus. Van mei 2016 tot december 2017 was hij bondskanselier van Oostenrijk en leider van het Kabinet-Kern.
Tussen juni 2016 en september 2018 was Kern voorzitter van de sociaaldemocratische SPÖ.

## Loopbaan
Kern groeide op in het Weense district Simmering. Hij studeerde journalistiek en communicatie aan de Universiteit van Wenen en volgde daarna een studie aan de universiteit van Sankt Gallen. In 1989 werd hij journalist voor de Wirtschaftspressedienst en het zakenblad Option. In 1991 kwam Kern in de politiek terecht als assistent van Peter Kostelka, de staatssecretaris van de bondskanselier. Kern bleef zijn woordvoerder toen Kostelka in 1994 parlementsvoorzitter werd van de SPÖ. Vanaf 1997 was Kern werkzaam in het bedrijfsleven bij Verbund AG.
In 2010 werd Kern bestuursvoorzitter van de Österreichische Bundesbahnen. In deze hoedanigheid organiseerde hij in 2015 het transport van honderdduizenden migranten tijdens de Europese vluchtelingencrisis.

#### Bondskanselier
Sinds 2012 werd Kern veelvuldig genoemd als mogelijk toekomstig bondskanselier. Toen kanselier Werner Faymann in mei 2016 zijn functies neerlegde, werd Kern de voornaamste kandidaat om hem op te volgen. Op 12 mei 2016 schoof de SPÖ hem inderdaad naar voren en op 17 mei werd hij door president Heinz Fischer geïnaugureerd. Eind juni 2016 volgde hij Faymann eveneens op als politiek leider van de SPÖ.
Het Kabinet-Kern was een voortzetting van het kabinet-Faymann II. De SPÖ vormde hierin een coalitie met de conservatieve ÖVP. Kern wees bij zijn aantreden drie nieuwe ministers aan en benoemde Muna Duzdar, voorzitster van de Oostenrijks-Palestijnse gemeenschap, als nieuwe staatssecretaris. Zij werd hiermee het eerste islamitische lid van een Oostenrijkse regering.
Kern had beloofd zich sterk in te zetten voor het behoud en creëren van banen in Oostenrijk. Hij beschuldigde tegelijk de politieke elite van machtswellust en een gebrek aan een concrete agenda voor de toekomst.
Bij de Oostenrijkse parlementsverkiezingen van 2017 was Kern lijsttrekker namens de SPÖ. Onder zijn leiding bleef de partij stabiel op 52 zetels, maar dat was niet genoeg om de grootste te blijven. De partij werd voorbijgestreefd door coalitiepartner ÖVP (62 zetels), die vervolgens een nieuwe regering vormde met de FPÖ. Op 18 december 2017 werd Kern als bondskanselier opgevolgd door ÖVP-leider Sebastian Kurz.
In september 2018 legde Kern het voorzitterschap van de SPÖ neer en stelde zich namens zijn partij kandidaat voor de Europese Parlementsverkiezingen van 2019.
Karl Renner · Michael Mayr · Johann Schober · Walter Breisky · Johann Schober · Ignaz Seipel · Rudolf Ramek · Ignaz Seipel · Ernst Streeruwitz · Johann Schober · Carl Vaugoin · Otto Ender · Karl Buresch · Engelbert Dollfuss · Kurt Schuschnigg · Arthur Seyss-Inquart · Karl Renner · Leopold Figl · Julius Raab · Alfons Gorbach · Josef Klaus · Bruno Kreisky · Fred Sinowatz · Franz Vranitzky · Viktor Klima · Wolfgang Schüssel · Alfred Gusenbauer · Werner Faymann · Christian Kern · Sebastian Kurz · Hartwig Löger · Brigitte Bierlein · Sebastian Kurz · Alexander Schallenberg · Karl Nehammer · Alexander Schallenberg · Christian Stocker
- Gemeinsame Normdatei: 1064274978
- International Standard Name Identifier: 0000 0000 7256 4148
- Library of Congress Control Number: n97089946
- Virtual International Authority File: 313262530
- WorldCat: E39PBJjxvtyDGCVgYqrXMTbcfq